# Ryjówki
Ryjówki (Soricinae) – podrodzina ssaków z rodziny ryjówkowatych (Soricidae).

## Występowanie
Podrodzina obejmuje gatunki występujące w Eurazji i Ameryce.

## Podział systematyczny
Do podrodziny należą następujące występujące współcześnie plemiona:
- Soricini G. Fischer, 1814 – ryjówki
- Blarinini Kretzoi, 1965 – blariny
- Blarinellini Reumer, 1998 – blarynki
- Anourosoricini J. Anderson, 1879 – krecikówki
- Notiosoricini Reumer, 1984 – sorki
- Nectogalini J. Anderson, 1879 – wodoryjki

Opisano również plemię wymarłe:
- Beremendiini Gureev, 1971

Rodzaje wymarłe nie należące do żadnego z ww. plemion:
- Adeloblarina Repenning, 1967[7] – jedynym przedstawicielem był Adeloblarina berklandi Repenning, 1967
- Antesorex Repenning, 1967[8]
- Arctisorex Hutchison & Harington, 2002[9] – jedynym przedstawicielem był Arctisorex polaris Hutchison & Harington, 2002
- Builstynia Ziegler, Dahlmann & Storch, 2007[10] – jedynym przedstawicielem był Builstynia fontana Ziegler, Dahlmann & Storch, 2007
- Dimylosorex Rabeder, 1972[11]
- Hesperosorex Hibbard, 1958[12] – jedynym przedstawicielem był Hesperosorex lovei Hibbard, 1958
- Macroneomys Fejfar, 1966[13] – jedynym przedstawicielem był Macroneomys brachygnathus Fejfar, 1966
- Mafia Reumer, 1985[14]
- Paenesorex Ziegler, 2003[15] – jedynym przedstawicielem był Paenesorex bicuspis Ziegler, 2003
- Paracryptotis Hibbard, 1950[16]
- Paranotiosorex Mou Yun, 2011[17] – jedynym przedstawicielem był Paranotiosorex panacaensis Mou Yun, 2011
- Parasoriculus Qiu Zhuding & Storch, 2000[18] – jedynym przedstawicielem był Parasoriculus tongi Qiu Zhuding & Storch, 2000
- Shikamainosorex Hasegawa, 1957[19] – jedynym przedstawicielem był Shikamainosorex densicingulatus Hasegawa, 1957
- Sulimskia Reumer, 1984[20]
- Tregosorex Hibbard & Jammot, 1971[21] – jedynym przedstawicielem był Tregosorex holmani Hibbard & Jammot, 1971
- Zelceina Sulimski, 1962[22]